# Moritz Wagner
Moritz Wagner ( * Bayreuth, 3 de octubre de 1813 – Múnich, 31 de mayo de 1887) fue un naturalista, geógrafo, explorador, médico, químico y botánico alemán, uno de los miembros más sobresalientes de la Naturphilosophie. Wagner ocupó los años 1836 a 1839 a explorar Argelia: realizando importantes descubrimientos en Historia natural, que más tarde suplementó y desarrolló: que el aislamiento geográfico jugaría un rol clave en la especiación.
De 1852 a 1855, junto a Carl Scherzer, Wagner viaja por Norte y Centroamérica y el Caribe. En este período, exactamente en abril de 1854, presencia el devastador terremoto que destruyó la capital salvadoreña, San Salvador.  En mayo de 1843, Wagner recorre el lago Sevan en la región de Armenia con el escritor armenio Khachatur Abovian. Se suicida en Múnich, a los 73. Su hermano Rudolf fue fisiólogo y anatomista.

## Obra
Según Wagner, el mundo está regido por un sistema de cinco fuerzas: la sensibilidad, la irritabilidad, la reproducción, la secreción y la propulsión. En su obra, Wagner investiga la relación de estas fuerzas en el interior del organismo y su distribución a lo largo de la Scala naturae. A partir de esta concepción fisiológica de la escala de los seres, Wagner postula la idea de la recapitulación.

## Legado
La obra de Wagner tuvo una influencia decisiva en Schelling, quien se inspiró en su sistema de cinco fuerzas para el desarrollo de la idea de las fuerzas antagonistas. 

## Obra
- Reisen in der Regentschaft Algier in den Jahren 1836, 1837 und 1838. 3 tomos Leipzig 1841.
- Der kaukasus und das Land der Kosaken. 2 Bde. Leipzig 1847.
- Reise nach Kolchis. Leipzig 1850.
- Reise nach dem Ararat und dem Hochlande Armeniens. Stuttgart 1848.
- Reise nach Persien und dem Lande der Kurden. 2 tomos. Leipzig 1851
- Die Republik Costa-Rica. Leipzig 1856
- Über die hydrogaphischen Verhältnisse und das Vorkommen der Süßwasserfische in den Staaten Panamá und Ecuador. Abhandlungen der königlich bayerischen Akademie der Wissenschaften, II Classe 11 (I Abt.)
- Reisen in Nordamerika in den Jahren 1852 und 1853. (con Carl Scherzer) 3 vols, Gotha 1861.
- Die Darwinsche Theorie und das Migrationsgesetz der Organismen. Leipzig 1868. Edición inglesa: Wagner M. 1873. The Darwinian theory and the law of the migration of organisms. Traducido por I.L. Laird, Londres
- Naturwissenschaftliche Reisen im tropischen Amerika. Stuttgart 1870
- Über den Einfluß der geographischen Isolierung und Kolonienbildung auf die morphologischen Veränderungen der Organismen. Múnich 1871
- Die Entstehung der Arten durch räumliche Sonderung. Gesammelte Aufsätze. Benno Schwalbe, Basilea 1889
- La abreviatura «M.Wagner» se emplea para indicar a Moritz Wagner como autoridad en la descripción y clasificación científica de los vegetales.[3]